# 스페인의 식민지 목록
이 내용은 스페인이 가졌던 식민지에 대한 내용을 서술한다.

## 아시아
- 필리핀 (후에 미국이 점령함.)
- 괌
- 대만 (후에 네덜란드 한테 빼앗기고 청나라 한테 점령당함.)

## 아메리카
- 쿠바 (미국이 점령했지만 쿠바는 여전히 스페인어를 쓴다.)
- 푸에르토리코 (후에 미국이 점령.)
- 멕시코
- 과테말라
- 온두라스
- 엘살바도르
- 니카라과
- 코스타리카
- 파나마
- 콜롬비아
- 베네수엘라
- 에콰도르
- 페루
- 칠레
- 아르헨티나
- 우루과이
- 파라과이
- 볼리비아
- 아이티 (후에 섬의 서부를 프랑스가 점령)

## 아프리카
- 적도 기니 (프랑스와 포르투갈도 점령.)
- 서사하라 (후에 모로코에 양도.)